# George Grätzer
George A. Grätzer (* 2. August 1936 in Budapest als György Grätzer) ist ein ungarisch-kanadischer Mathematiker.

## Leben und Werk
Sein Vater József Grätzer war ein bekannter Verfasser von Rätseln in Ungarn. Grätzer studierte an der Eötvös-Loránd-Universität mit dem Abschluss 1959 und war dann am Mathematischen Institut der Ungarischen Akademie der Wissenschaften, an der er 1960 bei László Fuchs promoviert wurde (Standard Ideals). 1963 emigrierte er aus Ungarn und wurde Professor an der Pennsylvania State University. Seit 1966 ist er Professor an der University of Manitoba. Dort ist er Distinguished Professor.
Er bewies 1963 mit E. Tamás Schmidt einen nach beiden benannten Satz in der Verbandstheorie. Beide veröffentlichten rund 65 gemeinsame Arbeiten. Grätzer veröffentlichte neben Büchern über Universelle Algebra und Verbandstheorie Bücher über LaTeX.
1970 gründete er die Zeitschrift Algebra Universalis und war lange Zeit deren Herausgeber.
1973 wurde er Fellow der Royal Society of Canada und 1997 auswärtiges Mitglied der Ungarischen Akademie der Wissenschaften. 1971 erhielt er den Steacie Preis des kanadischen Forschungsrats, 1978 den Jeffery-Williams-Preis und 2003 die Béla-Szőkefalvi-Nagy-Medaille. Er ist Ehrendoktor der La Trobe University in Melbourne (2005).
Er ist verheiratet und hat zwei Söhne, darunter den kanadischen Gesundheitsexperten David Gratzer (* 1974).
Er erhielt Preise für Schachkompositionen.

## Schriften
- Elmesport egy esztendöre, Budapest 1959, 2. Auflage 2008 (ein Buch mit Denksportaufgaben)
  - Englische Ausgabe: Train Your Brain: A Year’s Worth of Puzzles, CRC Press 2010
  - Deutsche Ausgabe: Denksport für ein Jahr. 140 mathematische Rätsel aus dem Alltag, Springer-Spektrum 2010
- Universal Algebra, Van Nostrand 1968, 2. Auflage Springer 1979
- Lattice Theory, Freeman 1971, Nachdruck Dover 2008
- mit T. Grätzer: FAST BASIC: Beyond TRS-80 BASIC, Wiley 1982
- General Lattice Theory, Academic Press 1978, 2. Auflage Birkhäuser 2003
- mit D. Clark: MAX reference manual, Winnipeg 1984
- mit D. Clark: Conversational MAX. Tutorial Manual, Winnipeg 1985
- The Congruences of a Finite Lattice, A Proof-by-Picture Approach, Birkhäuser 2006
- Lattice Theory: Foundation, Birkhäuser 2010
- mit Friedrich Wehrung: Lattice Theory: Special Topics and Applications, Birkhäuser 2016

Bücher über TeX:
- The new standard LaTeX, Personal TeX Inc. 1995.
- First Steps in LaTeX, Birkhäuser 1999
- Math into LaTeX, Birkhäuser 1993, 3. Auflage 2000
- PCTeX: Quick Start, Personal TeX, Inc., Mill Valley CA, 2000, 2. Auflage 2003.
- More Math into LaTeX, 4. Auflage, Springer 2007